# Cefadroxil
Cefadroxil ist ein Antibiotikum, welches zur Behandlung von Infektionen der Harnwege, Haut und Hautstruktur verwendet wird. Der Arzneistoff wird semisynthetisch hergestellt und gehört zur Klasse der Cephalosporine der 1. Generation.
Cefadroxil wurde 1969 und 1970 von Bristol-Myers Squibb patentiert. Als Fertigarzneimittel wurde es in Deutschland im Jahr 1979 unter dem Handelsnamen Grüncef für die Vermarktung zugelassen.

## Eigenschaften
Bei Cefadroxil handelt es sich um ein gelblich weißes feinkristallines Pulver. Cefadroxil besitzt ein breites Wirkungsspektrum, welches zum Beispiel Streptokokken und Staphylokokken einschließt. Auch kann Cefadroxil bei folgenden Infektionen hilfreich sein: Staphylococcus epidermidis, Escherichia coli, verschiedene Arten von Klebsiella, Haemophilus influenzae, Proteus mirabilis, Salmonellen, Shigellen, Neisseria gonorrhoeae und Neisseria meningitidis.

## Indikationen
Cefadroxil ist angezeigt zur Behandlung von durch cefadroxilempfindliche Keime verursachter Infektionen, etwa der Atemwege, des Hals-Nasen-Ohren-Bereiches, der Harn- und Geschlechtsorgane, der Haut und der Weichteilgewebe, der Knochen und Gelenke sowie im Bereich der Frauenheilkunde und Geburtshilfe.

## Wirkungsprinzip
Die Cefadroxil-Moleküle binden sich an spezifische Penicillin-bindende Proteine, welche sich in der bakteriellen Zellwand befinden. Dadurch wird die weitere Synthese der bakteriellen Zellwand gehindert. Cefadroxil wirkt so bereits in niedrigen Konzentrationen auf sensibel wachsende Keime. Innerhalb von 24 Stunden wird das Antibiotikum zu mehr als 90 Prozent mit dem Urin ausgeschieden.

## Applikation
Cefadroxil wird oral verabreicht und wird schnell in die Blutbahn aufgenommen. Die Resorption wird durch Nahrungsaufnahme nicht gemindert.

## Nebenwirkungen
Neben den gewünschten Effekten kann Cefadroxil auch einige Nebenwirkungen hervorrufen. Darunter fallen zum Beispiel Übelkeit, Erbrechen, Durchfall, allergische Ausschläge sowie Schüttelfrost, Fieber und Kopf-, Hals- oder Bauchschmerzen.

## Synthese
Die Synthese von Cefadroxil geschieht über eine Semisynthese, welches in diesem Fall die Acylierung einer Aminogruppe bedeutet. Die zu acylierende 7-Aminodesacetoxycephalosporansäure (kurz 7-ADCA) wird dabei durch eine chemische Reaktion aus Penicillin G mithilfe von N,N′-Bis(trimethylsilyl)harnstoff umgewandelt.
Zur Synthese von Cefadroxil sind zwei Synthesewege bekannt:
Im 1. Weg reagiert 7-ADCA (2) unter basischen Bedingungen mit (R)-Hydroxyphenylglycinester (1), dessen Amino-Gruppe durch eine tert-Butyloxycarbonyl-Gruppe geschützt ist. Am Ende der Reaktion wird die Schutzgruppe durch Ameisensäure entfernt und es entsteht das Cefadroxil-Molekül.

Reaktion von 7-ADCA und Hydroxyphenylglycinester zu Cefadroxil

Bei dem 2. Syntheseweg reagiert das 7-ADCA (2) mit (R)-4-Hydroxyphenylglycin (3). Dabei entsteht unter Hinzunahme von Chlorameisensäureethylester und Triethylamin und unter Abspaltung der Acetessigester-Schutzgruppe das gewünschte Cefadroxil (4).

Reaktion von 7-ADCA und (R)-4-Hydroxyphenylglycin zu Cefadroxil